# Garry Marshall
Garry Kent Masciarelli (ur. 13 listopada 1934 w Nowym Jorku, zm. 19 lipca 2016 w Burbank) – amerykański reżyser, aktor, scenarzysta i producent filmowy.
23 listopada 1983 otrzymał własną gwiazdę w Alei Gwiazd w Los Angeles znajdującą się przy 6838 Hollywood Boulevard.

## Życiorys
Urodził się w Bronksie w Nowym Jorku jako syn Marjorie Evelyn Marshall (z domu Ward; 1908–1983), nauczycielki stepowania, która prowadziła Marjorie Marshall Dance School, i Anthony’ego „Tony’ego” Masciarelli (1906–1999), reżysera filmów przemysłowych i później producenta. Jego młodsza siostra Ronelle „Ronny” Marshall Hallin (ur. 1938) została producentką telewizyjną, a druga młodsza siostra Penny Marshall (1943–2018) była aktorką, reżyserką i producentką filmową. Jego ojciec był pochodzenia włoskiego, a jego matka miała korzenie niemieckie, angielskie, irlandzkie i szkockie. 
Marshall został ochrzczony jako prezbiterianin i przez pewien czas wychowywał się także na luterana. Uczęszczał do De Witt Clinton High School i Northwestern University. Od 1956 służył w United States Army jako pisarz dla „Stars and Stripes” i „Seoul News” oraz był szefem produkcji w sieci American Forces Network; służąc w Korei. 
Marshall rozpoczął karierę jako autor żartów dla takich komików jak Joey Bishop, a następnie został scenarzystą dla The Tonight Show z Jack Paar. Następnie zrealizował kilka cieszących się wielką popularnością sitcomów, w tym Happy Days (1974–1984) i Mork i Mindy (1978–1982) z Robinem Williamsem. Zasłynął jako twórca popularnych komedii romantycznych, z których największy sukces odniosła Pretty Woman (1990) z Julią Roberts i Richardem Gere’em w rolach głównych, a także przyniósł mu nominację do Nagrody BAFTA i Cezara za najlepszy film. 
W 1993 zadebiutował jako reżyser produkcji off-Broadwayowskiej Wrong Turn at Lungfish z udziałem Tony’ego Danzy.

## Życie prywatne
9 marca 1963 zawarł związek małżeński z Barbarą Sue Wells, z którą miał troje dzieci; dwie córki: Lori (ur. 1963) i Kathleen (ur. 1967) oraz syna Scotta (ur. 1969).

## Filmografia
Reżyseria:
- Zakochani młodzi lekarze (1982)
- Chłopak z klubu Flamingo (1984; także scenariusz)
- Nic ich nie łączy (1986)
- Dama za burtą (1987)
- Wariatki (1988)
- The Lottery (1989)
- Pretty Woman (1990)
- Frankie i Johnny (1991; także producent)
- Ucieczka do Edenu (1994; także producent)
- Najlepszy kumpel Pana Boga (1996)
- Gorsza siostra (1999; także scenariusz)
- Uciekająca panna młoda (1999)
- Pamiętnik księżniczki (2001)
- Pamiętnik księżniczki 2: Królewskie zaręczyny (2004)
- Mama na obcasach (2004)
- Twarda sztuka (2007)
- Walentynki (2010)

Aktor:
- Zagubieni w Ameryce (1985) jako kierownik kasyna
- Babka z zakalcem (1991) jako Edmund Edwards
- Ich własna liga (1992) jako Walter Harvey
- Hokus pokus (1993) jako mężczyzna przebrany za diabła
- Ten pierwszy raz (1999) jako Rigfort
- Kwaśne pomarańcze (2002) jako Arthur Gantner
- Kurczak Mały (2005) jako ojciec (głos)
- Trzymaj ze Steinami (2006) jako Irwin Fiedler
- Góra Czarownic (2009) jako dr Donald Harlan

Gościnne występy w serialach TV:
- Dick Van Dyke Show (1961–1966) jako arbiter i barman
- Murphy Brown (1988–1998) jako Stan Lansing (grał w l. 1994-98); był także reżyserem niektórych odcinków serialu
- Sabrina, nastoletnia czarownica (1996–2003) jako Mickey
- Detektyw Monk (2002–2009) jako Warren Beach
- Bracia i siostry (2006–2011) jako mjr. Jack Wiener